# Chapelle Notre-Dame-du-Paradis de Corneilla-del-Vercol
La chapelle Notre-Dame-du-Paradis de Corneilla-del-Vercol (en catalan : Mare de Déu del Paradís de Cornellà del Bercol) est un édifice religieux et ancien ermitage situé à Corneilla-del-Vercol, dans le département français des Pyrénées-Orientales, en région Occitanie.

## Description
La chapelle est située à l'ouest du village de Corneilla-del-Vercol, dans un lieu relativement isolé jusqu'à la deuxième moitié du XXe siècle, lorsqu'elle fut rattrapée par l'urbanisation. La maison de l'ermite est accolée à la chapelle sur sa façade nord. La chapelle est constituée d'une nef unique terminée par une abside semi-circulaire pointant vers le nord-est. Ses parois latérales nord-ouest et sud-est sont tenues par des contreforts, et parmi elles seule la paroi sud-est est percée d'une fenêtre. La façade principale, au sud-ouest, est percée d'une rosace et de la porte principale. L'abside est éclairée par trois fenêtres ornées de vitraux. Le plafond est tenu par des voûtes en berceau en brique apparente. L'édifice en lui-même est construit en cayrou et en pierre, et est surmonté d'un clocheton.

## Histoire
Le lieu-dit de Paravis est mentionné dès 1094, tandis que Sancte Marie de Corniliano est mentionnée en 1215 dans une donation, puis en 1341, sous le nom de capellam Sce Marie de Paradiso, alias de Vilario,. Elle est fermée en 1793, et fortement endommagée. Elle est rouverte au culte en 1829 puis restaurée en 1859, avec l'ajout de statues et d'autels latéraux. L'importance des changements demande une nouvelle bénédiction, qui est célébrée le 3 mars 1859. Elle a été restaurée et modernisée durant la deuxième moitié du XXe siècle et aujourd'hui une association, les Amis de la chapelle Notre-Dame-du-Paradis prend soin de l'édifice et des animations.